# Egils saga
Egils saga Skallagrímssonar is een IJslandse saga die voornamelijk gebaseerd is rond het leven van de 10e-eeuwse boer, Viking, krijger en dichter Egill Skallagrímsson. De saga is waarschijnlijk ergens tussen 1220 en 1240 door Snorri Sturluson (1179-1241) geschreven. De saga is een van de belangrijkste IJslandse saga’s en geeft en duidelijk beeld van de Vikingen rond die tijd.
Het verhaal in de saga speelt zich over geruime tijd af. Het begint rond het jaar 850 in Noorwegen met het leven van Egills grootvader Úlfr, die ook wel Kveldúlfr ("Avondwolf") werd genoemd, en zijn twee zonen, Þórólfr, een groot krijger die nauwe banden met Harald Fijnhaar had, en Egills vader Skalla-Grímr Kveldúlfsson. Volgens de genealogie aan het begin van de saga stamt de familie van omstreden voorouders af waardoor de nakomelingen een heetgebakerd temperament hebben. Na de dood van Þórólfr, veroorzaakt door een buiten zijn schuld verbroken relatie met koning Harald, zijn Skalla-Grímr en zijn vader Kveldúlfr gedwongen om Noorwegen te ontvluchten, en reizen af naar IJsland. Skalla-Grímr vestigt zich bij Borg, vlak bij het huidige Borgarnes in Zuidwest IJsland, waar zijn zonen Egill en Þórólfr (naar zijn oom vernoemd) opgroeien.
Het verhaal vervolgt met de jeugd van Egill, en geeft daarbij reeds een voorschot op de problematiek die Egill te wachten staat. Het in beginsel vreedzame leven van de familie komt in gevaar door het temperamentvolle en onhandelbare karakter van Egill. Zo doodt hij bijvoorbeeld al op zesjarige leeftijd een ander -om een futiliteit- met een bijl. De saga volgt met Egills reizen naar Scandinavië en Engeland, zijn gevechten, plundertochten, vriendschappen, de moeizame relatie met zijn broer. Egill wordt tot op hoge leeftijd gevolgd, tot aan zijn dood. Het verhaal gaat verder met het wel en wee van zijn zoon Þorsteinn (die zich onder meer tot christen liet dopen), zijn andere kinderen en hun nakomelingen. De saga eindigt omstreeks het jaar 1000 en omvat derhalve meerdere generaties.
De saga volgt Egill tijdens zijn gehele leven, die veelal in het teken van gevechtshandelingen, al dan niet door hem zelf uitgelokt, staan. Op een bepaald moment legt Egill in gevangenschap zijn leven in de handen van de Engelse koning Erik Bloedbijl, en draagt daarbij een groot gedicht op. De koning, ontroerd door dat gedicht, spaart Egills leven. Door dit gedicht, maar ook door vele andere die hij op meerdere plaatsen voordraagt, wordt Egill tot een van de grootste vroeghistorische IJslandse dichters gerekend. Vlak voordat Egill overlijdt gaat hij nog een keer de hoogvlakte bij Mosfellsbær op om daar een kist met zilver te verstoppen. Daarmee is de legende van silfur Egils ("Egills zilver") geboren.
In de IJslandse literatuur wordt Egils saga, samen met de Njáls saga, de Laxdæla saga en de saga van Grettir de Sterke tot de hoogtepunten gerekend.
Ergens in de saga wordt een Vikingtocht van Egill en zijn maat Arinbjörn in het Nederlandse kustgebied beschreven:
"Eens voeren ze een rivier op waar het vanwege ondiepten moeilijk was om te landen. Op het land waren grote vlakten en dichtbij waren bossen; de velden waren nat omdat het veel geregend had. Daar gingen ze aan land en kwamen bij een dorp waar veel boeren woonden. Iedereen die kon vluchtte weg. Het land was effen en de vlakten waren groot; over grote afstanden waren sloten gegraven en daarin stond water. Op sommige plaatsen waren grote balken over de sloten gelegd. Waar men moest passeren, waren houten bruggen." 
Na wat schermutselingen kwam Egill alleen te staan. De Friezen hadden bruggen over sloten weggenomen, maar het lukte hem langs de bosrand naar het schip terug te komen.

## Trivia
- Op meerdere plaatsen in de saga wordt op de bikkelharde schedel van Egill gewezen. Er wordt nu rekening mee gehouden dat Egill aan de ziekte van Paget heeft geleden.
- In de Gunnlaugs saga Ormstungu (saga van Gunnlaug Slangetong) spelen Egills zoon Þorsteinn en met name zijn dochter, dus Egills kleindochter, Helga hin Fagra (Helga de Schone) een prominente rol.
- Op IJsland wordt het Egils Gull bjór (Egills gouden bier) gebrouwen.
- Over de naam "Egill" en Egils saga" moet het volgende worden gezegd: de naam Egill wordt met "dubbel ll" geschreven. De dubbele ll heeft in het IJslands een bijzondere klank: het wordt als een stemloze "tl" uitgesproken waarbij tijdens de l langs weerszijden van de tong lucht wordt geblazen, vaak omschreven als het geluid van een blazende gans. In de IJslandse naam "Egils saga" schrijft men de naam echter met een enkele "l" en met een "s". Dat komt doordat de naam Egill naar de vierde naamval (genitief of eignarfall) vervoegd wordt en zich naar het vrouwelijke woord "saga" richt waardoor het uiteindelijk als Egils geschreven wordt. Zie ook: Njáls saga.

## Egills Saga
Synopsis
(door mw. J. Slagter–Voogd, 1892 – 1986) 
1. Kveldúlfr heeft twee zonen, þorolfr en Grimr. De vrouw van Kveldulfr was Salbjörg, dochter van Berðlu-Kári. Haar broers waren Eyvindr Lambi en Olvir Hnufa.
2. Koning Haraldr onderwerpt Noorwegen. Koning Auðbjörn trekt tegen hem op.  Kveldúlfr weigert mee op te trekken.
3. Slag bij Sólskel (Noorwegen). Olvir en Berðlu-Kári gaan in Haraldrs dienst over.
4. Haraldr ontbiedt Kveldúlfr. Deze en zijn zoon Grimr weigeren te gaan. Olvir verzoent Haraldr en Kveldúlfr.
5. Þorolfr is bereid in dienst van Haraldr te gaan. Kveldúlfr geeft met tegenzin zijn toestemming.
6. Björgólfr leeft in concubinaat met Hildiriðr Hognadóttir. De zonen uit deze verbinding zijn Hárekr en Hroerekr. Bárðr, de zoon van Brynjólfr (zoon van Bjorgólfr) huwt met Sigríðr, de dochter van Sigurðr.
7. Bárðr en Brynjólfr gaan in dienst van koning Haraldr. Ook þorolfr, Kveldúlfrs zoon, gaat in Haraldrs dienst.
8. Bij de slag van Hafrsfjorðr (Noorwegen) sneuvelt Bárðr. Þorolfr huwt zijn weduwe. De zonen van Hildiriðr eisen hun vaderlijk erfdeel.
9. Þorolfr maakt reizen naar Finnmork (Noorwegen).
10. Koning Haraldr is zijn gast.
11. De zonen van Hildiriðr belasteren Þorolfr bij de koning. Koning Haraldr is de gast van Þorolfr en de verhouding is weer goed. De koning neemt een schip ten geschenk aan. De zonen van Hildiriðr nodigen nu ook de koning uit bij zich en belasteren opnieuw Þorolfr.
12. Deze zendt aan de koning de belasting van het schatplichtige Finnmork.
13. Ten tweeden male gaat Þorolfr naar Finnmork,
14. en opnieuw belasteren de zonen van Hildiriðr hem.
15. Laatste bijeenkomst van Þorolfr en koning Haraldr in Þrándheimr (Noorwegen). Þorolfr wordt uit zijn ambten ontslagen, hij gaat naar Kvenland.
16. De zonen van Hildiriðr nemen nu het werk van Þorolfr over en halen de belasting van Lapland op, belasteren opnieuw Þorolfr.
17. Koning Haraldr draagt aan Sigtryggr en Hallvarðr op om het handelsschip van Þorolfr te bemachtigen. Kveldúlfr raadt aan Þorolfr aan het land te verlaten.
18. Þorolfr houdt een Vikingentocht in de Oostzee en overvalt de hoeve van Hallvarðr en Sigtryggr. Þorolfr heeft een laatste samenkomst met Kveldúlfr.
19. Skallagrímr huwt Bera Yngvarrsdóttir.
20. Sigtryggr en Hallvarðr krijgen van Haraldr verlof om Þorolfr ter dood te brengen.
21. Koning Haraldr overvalt Þorolfr in Sandnes (Noorwegen), laat zijn huis in brand steken. Þorolfr valt. Koning Haraldr keert naar huis. Þorolfr wordt begraven. Haraldr verzoent zich met Olvir en Eyvindr. Eyvindr huwt de weduwe van Þorolfr.
22. Ketill Hoeingr doodt de zonen van Hildiriðr. Ketill Hoeingr zeilt naar IJsland.
23. Kveldúlfr treurt om Þorolfr. Olvir bezoekt Kveldúlfr.
24. Skallagrímr reist naar koning Haraldr. Kveldúlfr en Skallagrímr besluiten om het land te verlaten.
25. Hallvarðr en Sigtryggr worden door Kveldúlfr en Skallagrímr gedood. Kveldúlfr wordt ziek en sterft.
26. Skallagrímr vestigt zich aan de Borgarfjorðr (IJsland).
27. Oleifr Hjalti komt in IJsland,
28. evenzo Yngvarr, de schoonvader van Skallagrímr. Skallagrímr richt een smederij op.
29. De kinderen van Skallagrímr heten þorolfr en Egills. Skallagrímr en Egill te gast bij Yngvarr. Egill dicht zijn eerste strofen.
30. Þora Hlaðhond wordt geschaakt door Bjorn Brynjólfsson. Zij reizen tezamen naar Hjaltland.
31. Bjorn Brynjólfsson gaat naar IJsland
32. en is daar te gast bij Skallagrímr.
33. Þora krijgt een dochter, die Asgerðr wordt genoemd. Bjorn Brynjólfsson en Þorolfr Skallagrímsson reizen naar Noorwegen.
34. Þorolfr Skallagrímsson sluit vriendschap met Eiríkr Blóðøx. Op verzoek van Eiríkr schenkt koning Haraldr genade aan Þorolfr.
35. Eiríkr Blóðøx reist naar Bjarmaland (Rusland) en huwt met Gunnhildr, dochter van Ozur. Þora, de vrouw van Bjorn, wordt ziek en sterft. Bjorn neemt een andere vrouw, nl. Alof, de dochter van Erling. Zij krijgen een dochter, die Gunnhildr wordt genoemd. Bergonundr heeft drie zonen, Haddr, Bergonundr en Atli.
36. Þorolfr komt in IJsland en overhandigt zijn vader het geschenk van Eirikr. Þorolfr en Asgerðr reizen naar Noorwegen. Ketill Blundr komt in IJsland.
37. Þórunnr, de dochter van Skallagrímr, huwt Geirr, zoon van Ketill.
38. Egill vertoont reeds als kind bijzondere eigenschappen, is dapper en trots. Zijn moeder ziet in hem de toekomstige Viking.
39. Egill reist met Þorolfr naar Noorwegen. Þorolfr gaat naar koning Eirikr. Egill sluit vriendschap met Arinbjorn, de zoon van Þorir.
40. Þorolfr huwt met Asgerðr, de dochter van Bjorn Brynjólfsson, zie boven.
41. Egill doodt Atleyjar-Bárðr, en vlucht.
42. Hij gaat naar Þorir Hróaldsson, en vertelt zijn vlucht.
43. Egill en Þorolfr trekken naar Kurland. Egill wordt gevangengenomen. Egill bevrijdt zich en zijn metgezellen, en ontvlucht met hulp van Aki. Egill neemt wraak op de Kurlanders.
44. Egill en Þorolfr plunderen de Deense kusten, doen een aanval op Lundr (Zweden).
45. Egill en Þorolfr in Halland (Zweden), bij den jarl Arnfiðr. Egill en Þorolfr bij Arinbjorn.
46. Gunnhildr is slecht gestemd tegenover  Egill en Þorolfr. Drinkgelag te Gaular (Noorwegen). Eyvindr Skreyja doodt een van Þorolfrs mannen. Egill neemt de schepen van Eyvindr Skreyja.
47. Egill en Þorolfr in Engeland. Egill en Þorolfr in dienst van koning Aðalsteinn.
48. Oorlog tussen de Angelsaksen en Schotten.
49. Koning Aðalsteinn brengt een leger op de been. De strijdplaats wordt vastgesteld. Aðalsteinn weet door onderhandelingen de strijd uit te stellen.
50. Slag op de Winheide (Engeland).
51. Dood van Þorolfr en zijn begrafenis.
52. Egill komt in de hal van Aðalsteinn, krijgt grote geschenken en wordt uitgenodigd om voor altijd daar te blijven. Egill aan het hof van Aðalsteinn. Egills gedicht op Aðalsteinn.
53. Egill reist naar Noorwegen, komt bij Arinbjorn, vat liefde op voor Asgerðr, huwt met haar en keert terug. Dood van Bjorn Brynjólfsson. Egills tweede reis naar Noorwegen. Egill vordert van Onundr het erfdeel van zijn vrouw. Proces aan het Gulathing. Gunnhildr maakt met geweld een einde aan het thing. Arinbjorn en Egill verlaten het thing. Koning Erik vervolgt Egill. Egill weet te ontkomen, krijgt van Arinbjorn een schip om naar huis te varen.
54. Haraldr Hárfagi sterft. Erik Bloedzwaard koning. Erik Bloedzwaard doodt zijn broeder. Egill wordt verbannen. Egill ligt zeewaardig aan de Noorse kust, maar wordt door het weer tegengehouden. Egill landt bij Fenhring (Noorwegen). Egill lokt Bergonundr door een list uit zijn hoeve. Bergonundr, Fróði en Haddr door Egill gedood. Egill komt het schip van Rognvalds tegen. Rognvalds gedood. Overval op Herðla (Noorwegen). Oprichting van de “nijdstang”. Egill keert naar IJsland terug.
55. Laatste dagen van Skallagrímr en zijn dood. Eiríkr Blóðøx wordt uit Noorwegen verdreven en gaat naar York.
56. Egill reist naar Engeland, lijdt schipbreuk en gaat naar Arinbjorn. Deze voert hem naar koning Erik, en pleit voor hem. Arinbjorn raadt Egill aan een lofdicht op Eirikr te maken.
57. Egill dicht de zgn. Hofuðlausu. Arinbjorn smeekt nogmaals om Egills leven. Egill draagt de Hofuðlausu voor. Egill krijgt genade.
58. Egill gaat naar koning Aðalsteinn,
59. en daarna naar Noorwegen.
60. Egill eist van koning Hákon het erfdeel van zijn vrouw. Koning Hákon belooft aan Egill zijn steun.
61. Egill brengt een bezoek aan Blindheimr (Noorwegen). Hij belooft hulp aan Friðgeirr tegen Ljótr. Tweestrijd tussen Egill en Ljótr. Ljótr wordt door Egill gedood. Egill gaat naar Aurland (Noorwegen) en eist van Atli het erfdeel van zijn vrouw.
62. Egill daagt Atli uit tot een tweestrijd, en doodt hem.
63. Hij keert terug naar IJsland.
64. Egill wenst aanspraak te maken de erfenis van Ljótr. Arinbjorn draagt deze eis aan koning Hákon voor. Koning Hákon weigert.
65. Arinbjorn en Egill gaan op rooftocht naar Saksen en Friesland. Gevecht met de Friezen. Arinbjorn gaat naar Haraldr Gráfeldr.
66. Koning Hákon beveelt aan Þorsteinn Þóruson om naar Vermaland (Zweden) te gaan om daar de cijns op te halen. Egill biedt aan om dit in plaats van Þorsteinn te doen
67. en gaat naar Vermaland. Na een moeilijke tocht vinden zij onderdak bij Armóðr Skegg. Er is hier een groot drinkgelag, waarbij allen dronken gemaakt worden en Egill Armóðr in het gezicht spuwt. De volgende dag gaat Egill naar Armóðrs bed om hem te doden, maar op voorspraak van zijn vrouw laat hij hem in leven.
68. Egill geneest de dochter van Þorfinnr. Þorfinnr begeleidt Egill door het bos. Strijd met de mannen van Armóðr.
69. Egill bij Alfr de rijke.
70. Egill krijgt de belasting van Arnvìðr.  Arnvìðr laat een hinderlaag leggen voor Egill.
71. Egill wordt gewaarschuwd door Alfr. Hij bereidt zich op strijd voor, en vecht met de mannen in de hinderlaag.
72. Egil keert naar Þorsteinn terug. Hákons tocht naar Armóðr. Egill keert terug naar IJsland.
73. Ketill Gufa gaat naar IJsland. Þórðr Lambason Ketils slaven gedood. Grímr Svertingsson huwt met Þórdis Þórólsdóttir.
74. Oláfr Hoskuldsson huwt met Þórgerðr, dochter van Egill. Bodvarr, de zoon van Egill, lijdt schipbreuk. Egill rouwt om hem. Hij besluit te sterven, maar wordt hierin verhinderd door zijn dochter Þórgerðr. Hij dicht de Sonatorrek, en later de Arinbjarnakviða. Egill sluit vriendschap met Einarr Skálaglamm. Egill ontvangt het bericht van de dood van Arinbjorn. Einarr Skálaglamm maakt een gedicht op Hákon en ontvangt daarvoor een schild. Hij bezoekt Borg (IJsland) en laat het schild voor Egill achter. Egill bezingt het schild.
75. Þorsteinn, Egills zoon, bederft de mantel van zijn vader. Egill verlaat Borg en gaat te Mosfell (IJsland) wonen. Þorsteinn woont nu op Borg.
76. Hij krijgt ruzie met Steinarr Onundarson, die zijn vee laat weiden op land van Þorsteinn.
77. Þorsteinn doodt een slaaf van Steinarr. Deze klaagt Þorsteinn aan en er wordt een proces over gevoerd op het Borgarfjarðarþing.
78. Vooral door toedoen van Egill wordt dit door Þorsteinn gewonnen.
79. Steinarr verlaat zijn hoeve,  die aan Þorgeirr Blundr gegeven wordt.

C.D. (t/m 87)

## Nederlandse vertalingen
- De saga van Egil, de zoon van Kale Grim, vert. Marcel Otten, 2017. ISBN 9789025305901

## Bron
- Blok, D.P. (1979): De Franken in Nederland, Haarlem, p. 125.